# La beltà
La beltà è una raccolta in versi di Andrea Zanzotto, pubblicata a Milano nel 1968 da Mondadori per la collana «Lo Specchio» e, come scrive lo stesso autore in una «Nota», comprende tutte le poesie composte tra il 1961 e il 1967 che ora si trovano in "Le poesie e prose scelte", a cura di Stefano Dal Bianco e Gian Mario Villalta, con due saggi di Stefano Agosti e Fernando Bandini, Mondadori, Milano, I Meridiani, 1999.

## Le scienze umane
La beltà nasce nel periodo in cui si diffondono con veemenza le scienze umane che riscontrano nella struttura del linguaggio il loro fondamento, grazie al diffondersi in quegli anni del Cours de linguistique générale di Ferdinand de Saussure e di conseguenza all'uscita di numerose opere che coinvolgono la scena culturale come La pensée sauvage e i primi volumi della serie di Mythologiques di Claude Lévi-Strauss, gli Ecrits di Lacan, Le parole e le cose di Foucault. Scrive Stefano Agosti,
che "È su questo fondale che si proietta, con singolari coincidenze ma anche anticipazioni, il profilo della beltà. [...] due sono gli eventi capitali che, da lì, intervengono nell'universo mentale di Andrea Zanzotto, e che da lui vengono immediatamente (anche se traumaticamente) assimilati e fatti fruttificare in ordine ai propri problemi. E cioè: 1. il principio saussuriano di arbitrarietà del segno e, di conseguenza, del sistema linguistico, che da tale principio ricava la proprietà di autonomia e di coerenza interne della propria struttura; 2. la nozione, discesa dal principio di Saussure, di egemonia o di priorità (non di autonomia) del significante rispetto al significato, promossa da Lacan, che sul significante - e precisamente sul significante primario - fonda la struttura stessa del Soggetto."

## Struttura
Il libro, introdotto da un componimento-proemio dal titolo Oltranza Oltraggio, è strutturato in tre parti e comprende liriche e poemetti di misura differente.

La prima parte è composta da tre poesie (La perfezione della neve, Sì, ancora la neve, Alla stagione) e da un poema costituito da dieci componimenti segnati con i numeri romani (Possibili prefazi o riprese o conclusioni).
La seconda parte, che forma il corpo centrale dell'opera, è composta da quattro lunghe liriche (Ampolla (cisti) e fuori, Adorazioni, richieste, acufeni, Al mondo, Esautorazioni) e da due poemetti (In una storia idiota di vampiri, diviso a sua volta in due sezioni, e Retorica su: lo sbandamento, il principio «resistenza», che si articola in sei parti.
La terza parte è composta dal componimento L'elegia in petèl, da diciotto frammenti che formano la lirica Profezie o memorie o giornali murali e dalla poesia conclusiva, dal titolo E la madre norma.

## Tema centrale
Il centro di tutta la raccolta si trova subito nella lirica d'apertura dove si comprende che il tema centrale "[...] è quello della ricerca di una verità poetica che riesca a superare la soglia del silenzio, del «vuoto spinto». Tra l'instabile e problematico paesaggio mentale e il "fuori di sé" si è creato uno iato incolmabile: il mondo si è fatto «intangibile» per il soggetto, e l'io non può misurare più la propria identità attraverso l'esperienza del vissuto".
Il poeta coglie i segni del vano rumore del mondo che, come scrive Giulio Ferroni
"I segni del vano rumore del mondo rendono manifeste, d'altra parte, l'inessenzialità e la falsità della storia ufficiale: a essa si oppone il rifugio nella realtà particolare, nel calore infantile, nello spazio dell'Urkind (il "bambino originario"), ma anche la coscienza dell'irraggiungibilità di questo rifugio. Immagine esemplare (presente nella lirica Al Mondo) di questa contraddizione insuperabile è quella del barone di Műnchhausen, personaggio di un romanzo del tedesco Erich Raspe, «che si toglie dalla palude tirandosi per i capelli», ricordato da Zanzotto nella intervista del 1965". Il poeta così invoca il mondo perché esista e possa dargli il senso dell'esistenza: "Mondo, sii, e buono;/ esisti buonamente,/ fa' che, cerca di, tendi a, dimmi tutto,/ ed ecco che io ribaltavo eludevo/ e ogni inclusione era fattiva/ non meno che ogni esclusione;/ su bravo, esisti, non accartocciarti in te stesso in me stesso/[...]/ Su, műnchhausen".

## La poesia, l'io e il linguaggio
In Beltà il linguaggio, che diventa il protagonista diretto della poesia, nasce dagli strati più profondi dell'io ed è simile a tutti i linguaggi della contemporanea comunicazione, anche quella della pubblicità e della televisione. Il poeta accosta e deforma le parole riuscendo a creare, con il gioco fonico e le forme grammaticali, degli inattesi legami e riporta la voce alla sua vera sostanza fino a raggiungere il balbettio infantile riportandoci agli strumenti di conoscenza più antiche dell'uomo che cerca di liberarsi dalla degradazione della comunicazione attuale riuscendo così a ritrovare il suo primo legame con la natura. Forte è così l'insistenza sul linguaggio dei bambini e su quella forma che in dialetto viene chiamata petèl, quella lingua con cui le mamme si rivolgono ai bambini piccoli.

Spesso le parole vengono così ripetute e si intrecciano sotto forma di allitterazioni, balbettii, onomatopee, paronomasie, scomposizioni, parole nuove, scambi di prefissi e di suffissi riproducendo così la difficoltà delle prime articolazioni vocali giungendo spesso a un nonsenso che però nasconde un senso nascosto.
Da tutto questo nasce una poesia particolarmente oscura anche se la sua oscurità è molto lontana da quella ermetica "[...] risultato di un diretto confronto con la fisicità del linguaggio, non un modo per cercarvi risonanze segrete".